# Wolfgang Danne
Wolfgang Danne (ur. 9 grudnia 1941 w Hildesheimie, zm. 16 czerwca 2019 w Garmisch-Partenkirchen) – niemiecki łyżwiarz figurowy reprezentujący RFN, startujący w parach sportowych z Margot Glockshuber. Brązowy medalista olimpijski z Grenoble (1968), wicemistrz świata (1967), wicemistrz Europy (1967) oraz dwukrotny mistrz RFN (1967, 1968). Następnie trener łyżwiarstwa figurowego.
Po zakończeniu kariery sportowej wspólnie z Glockshuber kontynuował pokazy łyżwiarskie w Ice Capades. Zaprzestali występów z powodu kontuzji kolana Danne w 1972 roku. Do 1981 roku okazyjnie występował z różnymi partnerkami w rewiach, uprawiał również wrotkarstwo w parach. Przez wiele lat trenował młodych łyżwiarzy w Garmisch-Partenkirchen. Zmarł w wieku 77 lat po krótkiej chorobie.

## Osiągnięcia
Z Margot Glockshuber
| Zawody               | 64–65          | 65–66          | 66–67          | 67–68          |                |                |                |                |                |                |                |                |                |                |                |                |                |
| Międzynarodowe       | Międzynarodowe | Międzynarodowe | Międzynarodowe | Międzynarodowe | Międzynarodowe | Międzynarodowe | Międzynarodowe | Międzynarodowe | Międzynarodowe | Międzynarodowe | Międzynarodowe | Międzynarodowe | Międzynarodowe | Międzynarodowe | Międzynarodowe | Międzynarodowe | Międzynarodowe |
| -------------------- | -------------- | -------------- | -------------- | -------------- | -------------- | -------------- | -------------- | -------------- | -------------- | -------------- | -------------- | -------------- | -------------- | -------------- | -------------- | -------------- | -------------- |
| Igrzyska olimpijskie |                |                |                | 3              |                |                |                |                |                |                |                |                |                |                |                |                |                |
| Mistrzostwa świata   | 11             | 4              | 2              | WD             |                |                |                |                |                |                |                |                |                |                |                |                |                |
| Mistrzostwa Europy   | 7              | 3              | 2              | 4              |                |                |                |                |                |                |                |                |                |                |                |                |                |
| Prague Skate         |                | 1              | 1              |                |                |                |                |                |                |                |                |                |                |                |                |                |                |
| Krajowe              |                |                |                |                |                |                |                |                |                |                |                |                |                |                |                |                |                |
| Mistrzostwa RFN      | 2              | 3              | 1              | 1              |                |                |                |                |                |                |                |                |                |                |                |                |                |